# چرخه بورن–هابر

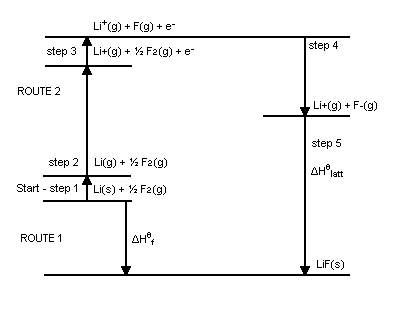
چرخه بورن-هابر برای تغییرات انتالپی استاندارد تشکیل فلورید لیتیم

چرخهٔ بورن-هابر (به انگلیسی: Born–Haber cycle) روشی برای تجزیه و تحلیل انرژی واکنش است که به دنبال نامِ دو تن از دانشمندان آلمانی ماکس بورن و فریتز هابر  که این روش را در سال 1919 ایجاد کردند نام گذاری شد. کازیمیرز فاجانس نیز به صورت مستقل این روش را فرموله کرد و در همان شماره از همان مجله منتشر شد. این چرخه مربوط به تشکیل یک ترکیب یونی از واکنش یک فلز (اغلب یک عنصر از گروه ۱ یا گروه ۲ جدول تناوبی) با هالوژن ها یا عنصر غیرفلزی دیگر مانند اکسیژن است. چرخه‌های بورن-هابر عمدتاً به عنوان روشی برای محاسبه انتالپی شبکه بکار می‌روند که به صورت مستقیم قابل اندازه‌گیری نیستند.
چرخه بورن–هابر در درجه اول به عنوان ابزاری برای محاسبه انرژی شبکه (یا آنتاپی به‌طور دقیق تر) که نمی توان به به‌طور مستقیم اندازه گیری کرد، استفاده می شود. آنتالپی شبکه، تغییر آنتالپی است که در تشکیل یک ترکیب یونی از از یون های گازی (فرایند گرمازا) دخیل است. همچنین گاهی اوقات به عنوان انرژی مورد نیاز برای تجزیه یک ترکیب یونی به یون های گازی آن (فرایند گرماگیر) تعریف می شود. از قانون هس (Hess’s Law) برای محاسبه ی آنتالپی شبکه در چرخه بورن–هابر از شیوه مقایسه ی تغییر آنتالپی استانداردِ تشکیل یک ترکیب یونی (از عناصر) با آنتالپی مورد نیاز برای ساخت یون های گازی از عناصر استفاده می شود.
این روش محاسبه کمی پیچیده است. برای ساخت یون های گازی از عناصر لازم است عناصر را اتمی کنیم (هر کدام را به اتم های گازی تبدیل کنیم) و سپس اتم ها را یونیزه کنیم. اگر عنصر مورد نظر در شرایط عادی به صورت مولکول باشد، ابتدا باید آنتالپی تفکیک پیوند (معکوس آنتالپی پیوند)  آن را در نظر بگیریم. انرژی مورد نیاز برای حذف یک یا چند الکترون برای ساخت کاتیون، برابر با مجموع انرژی های پیوسته ی فرایندی به نام یونیزاسیون است. به عنوان مثال، انرژی مورد نیاز برای تشکیل Mg2+، برابر است با انرژی یونیزاسیون حذف الکترون اول از  Mg ، به علاوه انرژی یونیزاسیون مورد نیاز برای حذف الکترون دوم از Mg+ . میل ترکیبی الکترون به عنوان مقدار انرژی آزاد شده هنگام افزودن الکترون به یک اتم یا مولکول خنثی در حالت گازی برای تشکیل یون منفی تعریف می شود. 

چرخه بورن-هابر MgCl2

چرخه بورن–هابر تنها در مورد جامدات کاملا یونی مانند برخی از هالید های قلیایی کاربرد دارد. بیشتر ترکیبات شامل قسمت های کووالانسی و یونی در پیوند شیمیایی و انرژی شبکه است که توسط یک چرخه ترمودینامیکی بورن-هابر نشان داده می شود. برای تخمین قطبیت و بار اتمی ترکیبات قطبی می توان از چرخه بورن–هابرِ تعمیم داده شده استفاده کرد.

## نمونه ها

چرخه بورن-هابر لیتیوم فلوراید

### تشکیل LiF
آنتالپی تشکیل لیتیوم فلوراید (LiF) از عناصر آن لیتیوم و فلوئور به اشکال پایدار آنها در پنج مرحله در نمودار مدل شده است:
1 .تغییر آنتالپی اتمی آنتالپی لیتیوم
2. آنتالپی یونیزاسیون لیتیوم
3. آنتالپی اتمی فلوئور
4. میل الکترون به فلوریت
5. آنتالپی شبکه
محاسبه مشابه برای هر فلز دیگری غیر از لیتیوم یا هر فلز غیر فلوریت اعمال می شود.
مجموع انرژی برای هر مرحله از فرایند باید برابر با آنتالپی تشکیل فلز و غیر فلز باشد ، یعنی {\displaystyle {\displaystyle \Delta H_{f}}}
{\displaystyle \Delta H_{f}=V+{\frac {1}{2}}B+{IE}_{M}-{EA}_{X}+U_{L}}
- {\displaystyle V}: آنتالپی تصعید برای اتم های فلز (لیتیوم)
- {\displaystyle B}: انرژی پیوند (F2) است. ضریب 1/2، ضریب استوکیومتری F2 است. (Li + 1/2 F2 → LiF)
- {\displaystyle {IE}_{M}}: انرژی یونیزاسیون اتم فلز. ({\displaystyle {M}+{\mathit {IE}}_{M}->{M^{+}}+e^{-}})
- {\displaystyle {EA}_{X}}: میل الکترونی اتم غیر فلز. (فلوریت)
- {\displaystyle U_{L}}: انرژی شبکه (در اینجا گرمازا)

آنتالپی خالص تشکیل و چهار انرژی اول از پنج انرژی را می توان به صورت آزمایشی تعیین کرد ، اما انرژی شبکه را نمی توان مستقیماً اندازه گیری کرد. در عوض ، انرژی شبکه با کم کردن چهار انرژی دیگر در چرخه بورن–هابر از آنتالپی خالصِ تشکیل، محاسبه می شود.
واژه چرخه به این واقعیت اشاره دارد که می توان تغییر کل آنتالپی را برای یک فرایند چرخشی برابر و صفر دانست ، و شروع و پایان آن با LiF در مثال است. این منجر به معادله زیر می شود:
{\displaystyle 0=-\Delta H_{f}+V+{\frac {1}{2}}B+{IE}_{M}-{EA}_{X}+U_{L}}
که معادلِ معادله قبلی است.

### تشکیل NaBr
هنگامی که Na جامد است و Br2 مایع، گرمای تبخیر به معادله اضافه می شود:
```
 

  

    

      

        
Δ

        

          
H

          

            
f

          

        

        
=

        
V

        
+

        

          

            
1

            
2

          

        

        
B

        
+

        

          

            
1

            
2

          

        

        

          
Δ

          

            
v

            
a

            
p

          

        

        
H

        
+

        

          

            
I

            
E

          

          

            
M

          

        

        
−

        

          

            
E

            
A

          

          

            
X

          

        

        
+

        

          
U

          

            
L

          

        

      

    

    
{\displaystyle \Delta H_{f}=V+{\frac {1}{2}}B+{\frac {1}{2}}\Delta _{vap}H+{IE}_{M}-{EA}_{X}+U_{L}}

  

```

{\displaystyle \Delta _{vap}H} آنتالپی تبخیر Br2 در واحد  kJ / mol است.